# Gottesholz
Das Gottesholz ist ein Laubmischwald und Naturschutzgebiet im Ilm-Kreis, Thüringen.

## Geographie
Das Gottesholz befindet sich 100 Meter südöstlich von Espenfeld und 3 km südwestlich von Arnstadt auf einer Höhe von 390 bis 451 m ü. NHN. Das Naturschutzgebiet liegt im Bereich der Randzertalung der Ohrdrufer Platte an einem schwach geneigten Muschelkalknordhang. Die Schaumkalkbänke sind stellenweise bis zu 6 Meter dick. Das Gottesholz umfasst eine Fläche von 59,27 ha, wobei 20,64 ha davon als Totalreservat ausgewiesen sind.

## Biologie
Das Gottesholz ist ein Mischwald mit Eichen, Hainbuchen und Elsbeeren. Besondere Bedeutung hat das Naturschutzgebiet durch seine bemerkenswerte Flora und Fauna mit einer Reihe geschützter, bestandsbedrohter sowie pflanzengeographisch bedeutsamer Arten.
Hervorzuheben sind die Flaumeiche am nördlichen Rand ihres Verbreitungsgebietes, der Österreichische Rippensame, Berg-Reitgras, die Verschiedenblättrige Platterbse, das Langblättrige Hasenohr, die Knäuel-Glockenblume, der Frauenschuh sowie das Stattliche Knabenkraut. Insgesamt wurden 11 Rote-Liste-Arten festgestellt.
Auch faunistisch ist das Naturschutzgebiet auf Grund seiner Artenvielzahl als auch hinsichtlich bedrohter Arten bemerkenswert. Unter anderem wurde 1837 im Gottesholz die Käferart Querbinden-Holzrüssler (Acalles hypocritus) entdeckt.

## Geschichte
Das Gottesholz wurde in früheren Jahrhunderten zunächst als Niederwald später als Mittelwald bewirtschaftet. Als man die außergewöhnliche Artenvielfalt erkannte, wurde das Gebiet am 12. August 1942 als Schutzgebiet mit 49 ha gesichert. 1957 erhielt das Gebiet durch Beschluss des Rates des Bezirkes Erfurt den Status „Waldschutzgebiet“ und 1959 erfolgte die Ausweisung von 29,99 ha als Totalreservat. Zwei Jahre später am 30. März 1961 kam es zur endgültigen Ausweisung als Naturschutzgebiet mit einer Gesamtgröße von 59,27 ha.